# Clube Atlético Piranhas
O Clube Atlético Piranhas é um clube brasileiro de futebol com o nome de CAP Futebol Clube, no qual também são realizadas festas, com sede na cidade de Jardim de Piranhas, no estado do Rio Grande do Norte. Foi fundado no dia 25 de novembro de 1984. Suas cores são preto, branco e vermelho. O clube tem rivalidade com outro time de "Jardim", o Real Independente.
Atualmente o clube está licenciado das competições de âmbito profissional promovidas pela FNF.

## Títulos

### Estaduais
- Campeonato Potiguar da Segunda Divisão: 1998.[1]